# 87-mm-Leichte-Feldkanone M1877 (Russisches Kaiserreich)
Die russische 87-mm-Leichte Feldkanone M1877 (oder auch russisch: 87-мм полевая лёгкая пушка образца 1877 года) ist eine nach dem Deutsch-Französischen Krieg bei Krupp entwickelte Kanone, die vom zaristischen Russland bestellt wurde und auch in Russland gefertigt worden ist. Sie kam in mehreren kriegerischen Auseinandersetzungen zum Einsatz.

## Entwicklung
Mit ihrem Kaliber liegt die 87-mm-Leichte Feldkanone M1877 in der Klasse der 4-Pfünder-Geschütze.

## Technische Beschreibung

### Krupp-Fertigung
In den Jahren 1877, 1878 und 1879 erhielt die Krupp AG Aufträge über insgesamt 1850 dieser Geschütze. Bis ins Jahr 1880 wurden dann 1600 Stück geliefert. Zusätzlich wurde 1877 ein Auftrag über die Lieferung von 1100 Geschützen in der Kavallerie-Ausführung erteilt.

### Russische Fertigung

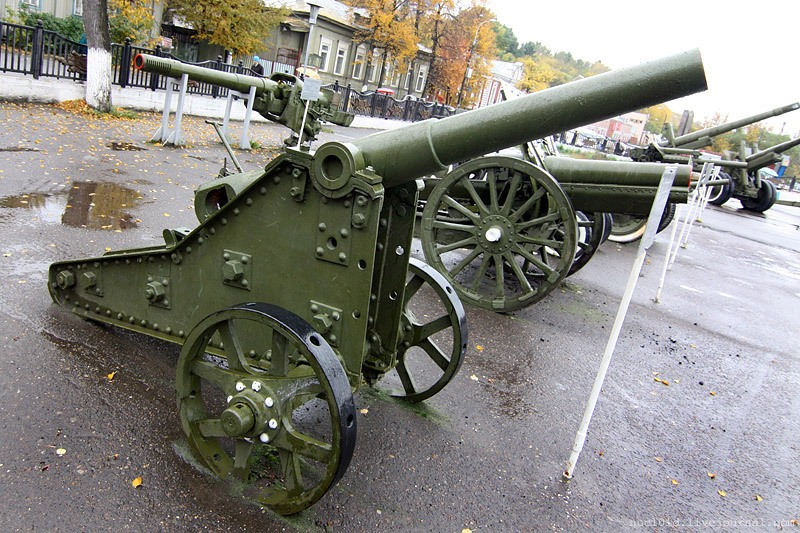
87-mm-Feldkanone mit Lafette Fischer im Museum Perm

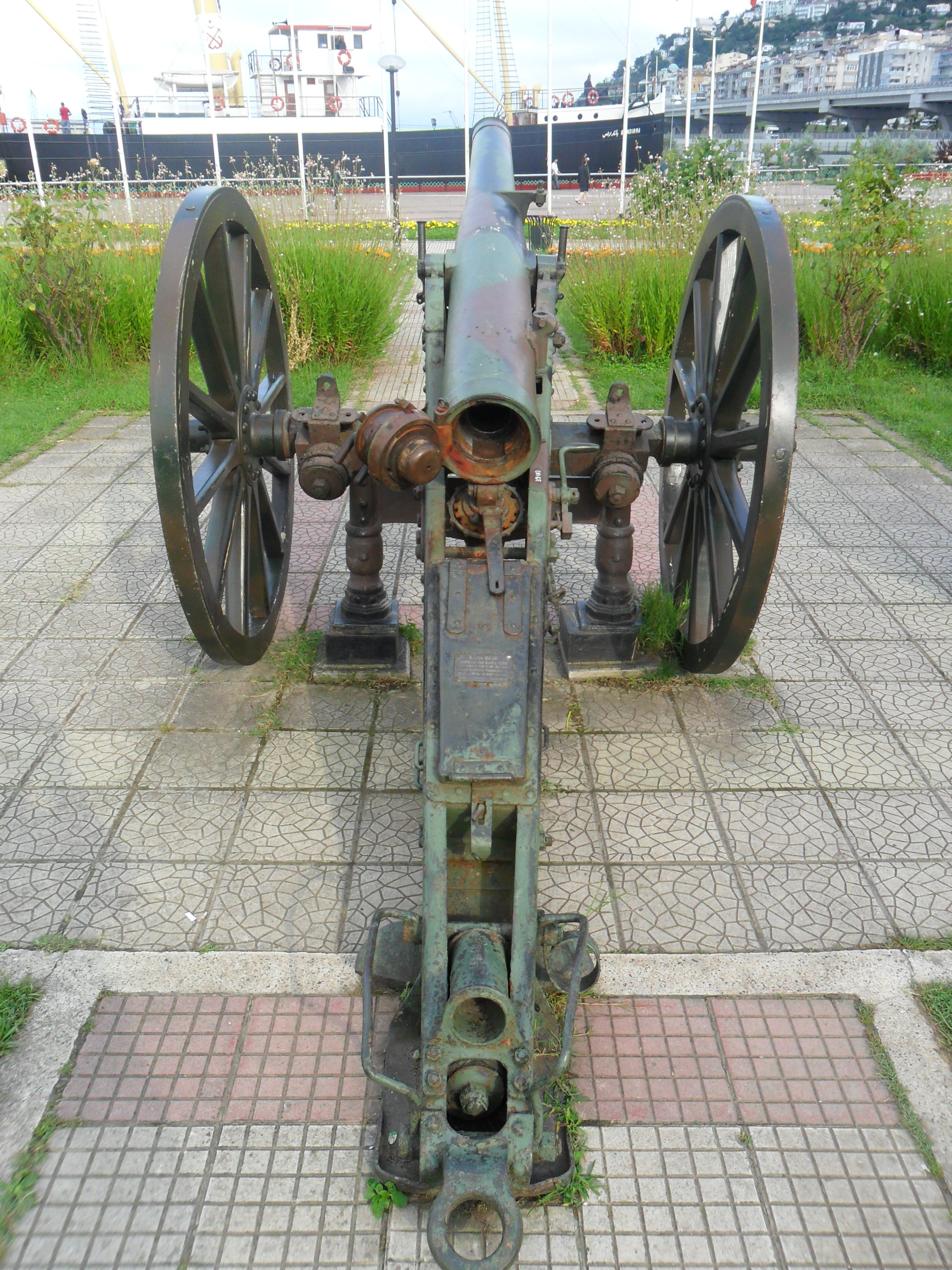
Erbeutete späte Ausführung mit geändertem russischen Verschluss im Freilichtmuseum Bandırma Vapuru / Türkei

Der in Russland vorgenommene Nachbau des Geschützes wich beim Verschluss und beim Höhenrichtmechanismus von der Krupp-Ausführung ab. Die Produktion erfolgte bei Obuchow (Obukhovsky), im Werk Perm, bei Putilow und im Alexandrow-Werk.
Der erste Auftrag wurde im Dezember 1877 an Obuchow gegeben und umfasste eine Fertigung von 1700 Geschützen. Laut der Beschreibung sollten diese in drei Ausführungen aufgeteilt werden. Davon waren 935 als Leichte Feldkanonen, 195 Kavallerie-Geschütze und weitere 570 als Batterie-Geschütze (Festung?) auszuführen. Die Planung sah die Lieferung von 300 Leichten Geschützen und 50 Kavallerie-Geschützen im Jahr 1878 vor. Dann sollten 1879 weitere 675 und 1880 weitere 675 Geschütze folgen. Doch das Werk war nicht in der Lage diese Forderung zu erfüllen und es dauerte bis 1882 bis alle Geschütze geliefert waren. Bis zum 1. Mai 1900 stellte das Obuchow-Werk in Summe 3.191 Geschütze für die russischen Streitkräfte her.
Das Werk Perm begann um die Jahrhundertwende mit der Fertigung. Eine Planung sah die Fertigung von 208 Leichten Feldgeschützen vor, von denen 160 im Jahr 1894 und weitere 48 im Jahr 1885 gefertigt werden sollten. Doch bis Anfang 1896 ist lediglich die Fertigung von 41 Kanonen dokumentiert.
Im Putilow-Werk wurde das erste Geschütz 1892 gefertigt. Ein Auftrag von 1894 umfasste 108 Leichte Feldgeschütze. Eine Auslieferung des Geschütztyps ist ab November 1897 dokumentiert.
Die Fabrik Alexandrowski fertigte 1894 die ersten leichten Kanonen, woraufhin das Unternehmen einen Auftrag über 36 Leichte Feldgeschütze erhielt.

### Variante für die Reitende Artillerie
In einer Ausführung für die Artillerie der Kavallerie wurde das Rohr auf 18 Kaliberlängen gekürzt, um Gewicht einzusparen, welches bei dieser Ausführung bei 360 kg lag. Hierdurch sank die Reichweite auf 6000 m, bedingt durch eine geringere Mündungsgeschwindigkeit von 412 m/s.

## Einsatz
In der zaristischen Armee waren bis 1881 alle Feldbatterien mit dem Typ 87-mm-Leichte Feldkanone M1877 ausgerüstet worden. Die Reserve-Artillerie-Verbände wurden in den Jahren 1884 bis 1885 mit dem neuen Geschütztypen ausgerüstet und die Reserve-Depots wurden in den Jahren 1887 bis 1890 aufgefüllt. Somit war die vollständige Umrüstung der Feldartillerie auf diesen Typen bis 1891 vollständig abgeschlossen.
In den folgenden Jahren (1891–1894) wurden Geschütze für neue Batterien und die Ausrüstung von Milizen beschafft. Fünf Batterien, die 1885 als Stammverband für 16 im Kriegsfall aufzustellende Batterien dienen sollten, wurden im Jahr 1887 umgerüstet.
Der erste Einsatz des Geschützes erfolgte im Jahr 1900 bei einer Schlacht zwischen zaristischen und chinesischen Streitkräften.

### Russisch-Japanischer Krieg
Im Russisch-Japanischen Krieg kamen die Geschütze als reguläre Ausrüstung der zaristischen Streitkräfte zum Einsatz. Auch wenn die Geschütze bereits veraltet waren, wurden diese in diesem Konflikt von den Mannschaften sehr geschätzt, da für das inzwischen ebenfalls eingeführte Geschütz 76-mm-Pushka M1900 ein spezieller Munitionstyp (Sprenggranate?) nicht verfügbar war.

### Erster Weltkrieg
Bei Beginn des Ersten Weltkriegs im August 1914 war ein Bestand von 182 Batterie-Geschützen und 174 Leichten Feldgeschützen in fünf zaristischen Festungen im europäischen Teil Russlands vorhanden. Weitere 125 Leichte Feldgeschütze der Ausführung mit Kolben-Verschluss auf der Lafette 1895 waren für den Einsatz bei Milizen eingelagert.
Zumeist kam dieser ältere Geschütztyp im Kaukasus gegen die Truppen des Osmanischen Reiches zum Einsatz, da auch die türkischen Streitkräfte kaum über moderne Artillerie verfügten. Einige wurden sogar zur Verteidigung der Küste des Schwarzen Meeres eingesetzt.

### Finnischer Bürgerkrieg
Während des Ersten Weltkrieges war eine größere Anzahl dieser Geschütze in den zaristischen Festungen in Westfinnland eingesetzt. Nach der Unabhängigkeit Finnlands wurden diese durch die finnische Weiße Garde eingesetzt und wurden faktisch zum Standardgeschütz dieser Einheiten. Bei Ende des Ersten Weltkrieges im Jahr 1918 zählte die finnische Armee einen Bestand von 144 dieser Geschütze. Doch schon bald wurden diese alten Geschütze ausgesondert, da ihnen ihr Alter zusetzte und die Leistungsfähigkeit nicht mehr gegeben war. Einige verblieben bis in die 1920er Jahre für Ausbildungszwecke in Verwendung.

### Russischer Bürgerkrieg
Sowohl zaristische Kräfte als auch bolschewistische Kräfte setzten diese Geschütze während des gesamten Bürgerkriegs ein.

### 87 K 77 / Finnland
In der finnischen Armee wurde die Leichte Feldkanone als 87 K 77 geführt. Ein Einsatz dieser Geschütze im Winterkrieg ist nicht belegt. Doch bis ins Jahr 1941 waren die Geschütze noch vereinzelt zur Küstensicherung als Teil der finnischen Küstenartillerie zu finden.